# Ciclo di Avalon
Il Ciclo di Avalon è una serie di romanzi di genere fantasy della scrittrice statunitense Marion Zimmer Bradley in collaborazione con Diana L. Paxson e che riprende la tradizione del ciclo arturiano (prende il nome per l'appunto dalla immaginaria isola di Avalon, dove la leggenda colloca la tomba di Re Artù), sviluppando il tema del conflitto fra i druidi celtici e gli invasori romani.
Tutta la serie è una riscrittura storico-religiosa del mito: l'autrice descrive, ispirandosi al genere fantasy, il passaggio dalle antiche religioni celtiche alla religione cristiana; nonché il passaggio da un mondo matriarcale a uno di stampo patriarcale. La serie nel 2001 ha avuto una trasposizione televisiva.

## Romanzi
La serie di Avalon, ambientata nella Britannia minore, comprende otto romanzi. Il primo in ordine cronologico di scrittura, ma ultimo in ordine di lettura all'interno della  serie, Le nebbie di Avalon, venne scritto da Marion Zimmer Bradley e pubblicato per la prima volta nel gennaio 1983. Il volume le impiegò molti anni di ricerca e di stesura e successivamente, alla sua pubblicazione, raggiunse i vertici di tutte le classifiche fra cui quella prestigiosa del New York Times, dove rimase a capo della lista dei best seller in edizione cartonata per quattro mesi, e successivamente in quella economica per i seguenti cinque anni dalla pubblicazione.
I successivi tre volumi della serie furono scritti a distanza di un decennio dall'autrice con la collaborazione di Diana L. Paxson. Le querce di Albion, noto anche come La casa della foresta (The Forest House, 1994), seguito da La signora di Avalon (Lady of Avalon, 1997) e La sacerdotessa di Avalon (Priestess of Avalon, 2000).
Diana L. Paxson in seguito continuò la serie con altri tre titoli, scritti in base a degli appunti e dei capitoli lasciati da Marion Zimmer Bradley prima di morire. Il primo volume fu L'alba di Avalon (Ancestors of Avalon, 2005), che narra la nascita della mitica Avalon. Seguì La dea della guerra (Ravens of Avalon, 2007), relativo agli eventi narrati ne Le querce di Albion, e infine La spada di Avalon (Sword of Avalon, 2009), sulla spada Excalibur.
Prequel di tutta la serie è generalmente riconosciuto il romanzo Le luci di Atlantide (The Fall of Atlantis, 1987). Il volume iniziato da Marion Zimmer Bradley negli anni '50, fu pubblicato in due tomi nel 1983. Solo in seguito fu presentato come un unico romanzo nel 1987. In questa storia, che pone le basi per la mitologia celtica della serie, si riscontrano usanze, culti e riti che vengono poi ripresi nei successivi sette volumi di Avalon.

## Ambientazione

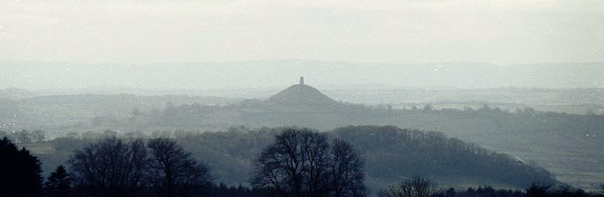
Glastonbury Tor

I romanzi raccontano la materia di Britannia, cioè l'epica arturiana narrata però dal punto di vista delle donne che stavano dietro il trono. Attraverso una serie di storie che attraversano diversi secoli, la serie racconta come è stata creata l'isola di Avalon, con la sua storia e la sua componente esoterica, mostrando la vita in Gran Bretagna sotto l'autorità romana e come Avalon, e le sue antiche tradizioni, siano sbiadite dal mondo a causa di una nuova religione, il cristianesimo.
Tutte le storie sono raccontate da donne potenti durante l'arco della loro vita, come Eilan, Alta Sacerdotessa della Casa della Foresta; Elena, madre dell'imperatore romano Costantino e Morgaine, Somma Sacerdotessa di Avalon (in seguito ricordata come la maga Morgan le Fay).
La serie esplora la storia di Re Artù e le leggende correlate attraverso una visione femminista, oltre a incorporare personaggi ed eventi storici, elementi del paganesimo celtico e tradizioni neopagane contemporanee. Il conflitto ideologico dei personaggi pagani e cristiani, così come la convinzione che ci sia saggezza in entrambe le tradizioni, sono temi frequenti della serie.
La versione narrata nella serie dell'isola leggendaria di Avalon è però notevolmente diversa dalle altre raffigurazioni, anche se attinge e amplia le leggende precedenti. Come in Geoffrey di Monmouth, Avalon è governata da un ordine di donne, identificate esplicitamente dalla Zimmer Bradley con la religione bretone precristiana.
Attingendo da leggende che associano Avalon alla città di Glastonbury nel Somerset, in Inghilterra, Bradley costruisce il suo Avalon come un universo parallelo a Glastonbury, coesistente nella stessa area ma accessibile solo evocando una nebbia magica.

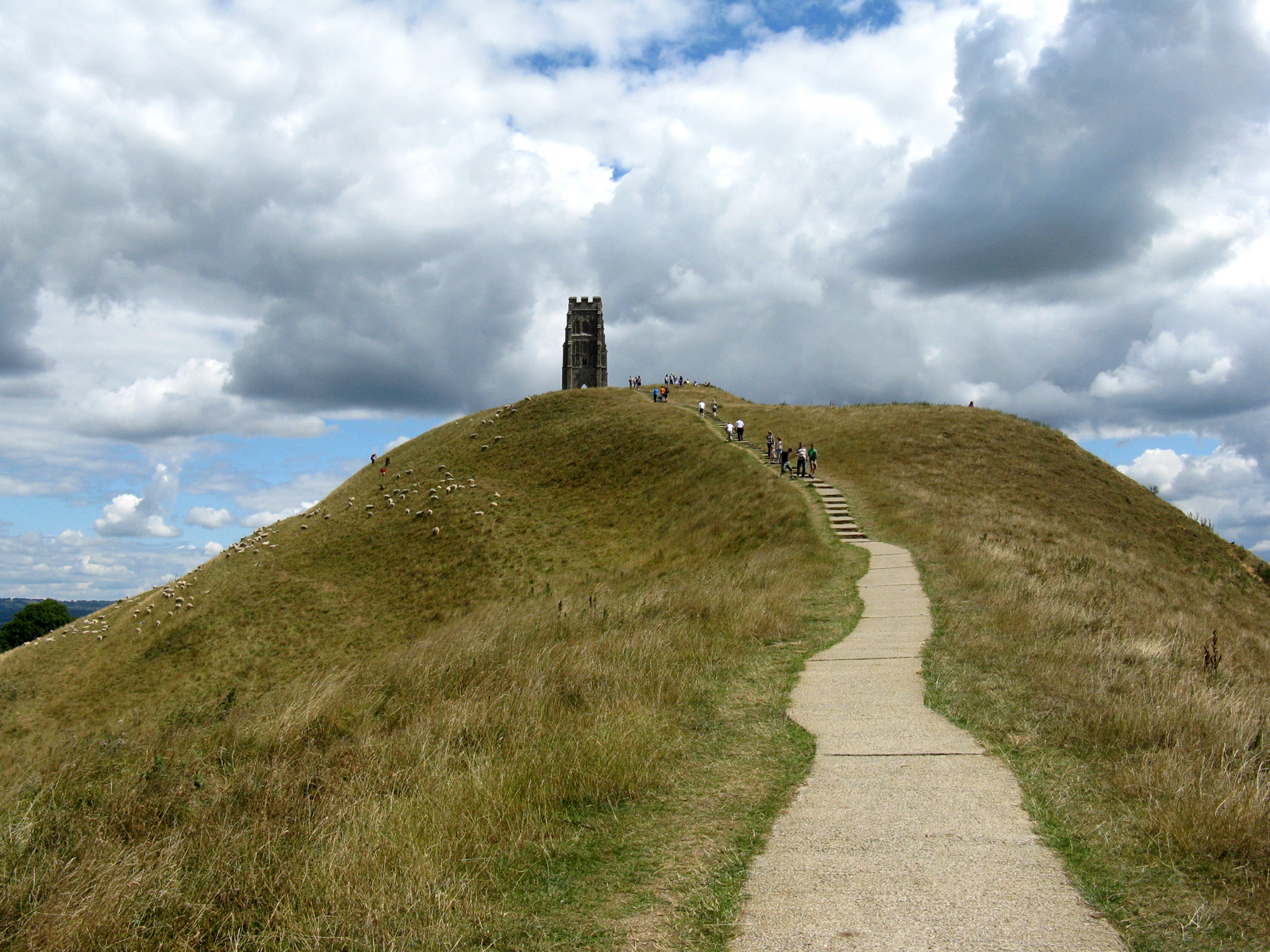
Gli ultimi metri del percorso che porta in vetta alla Glastonbury Tor.

La signora di Avalon, la Dama del Lago (una figura già descritta in diverse storie di Re Artù), è identificata invece come una Sacerdotessa nella serie. Poiché nella leggenda vengono assegnati più nomi a questo personaggio, "Dama del Lago" per la Zimmer Bradley diviene un titolo onorifico passato da una generazione all'altra a tutte le signore del lago arturiane (Viviane, Niniane, Nimue, ecc.) Un approccio simile viene usato anche per il personaggio di Merlino, qui il "Merlino di Britannia" identificato come una sorta di Arcidruido.
Figura centrale della religione di Avalon è infine la Dea Madre, un nome che la Zimmer Bradley associa a diverse divinità celtiche. L'autrice è stata influenzata dalle tradizioni del neopaganesimo (che una volta la Zimmer Bradley stessa praticava) che confondono o associano divinità pagane simili e sottolineano una struttura religiosa matriarcale.
I romanzi sono collegati fra loro anche tramite un'ulteriore implicazione esoterica (fortemente accennata dall'autrice, anche se raramente dichiarata nei romanzi), e cioè che diversi personaggi principali, fra cui anche Morgana, Viviana, Artù, Lancillotto, sono reincarnazioni delle stesse anime, generazione dopo generazione, dai tempi della antica isola sommersa di Atlantide.
Fondamentale, per stessa ammissione della Zimmer Bradley in un suo saggio del 1986 sul tema di Avalon, è la ricerca di un femminino sacro nella religione cristiana, e quindi di un riappropriasi di una propria identità.
(Marion Zimmer Bradley, Thoughts on Avalon, 1986.)
Oltre queste ricerche, l'autrice ha poi citato come fonti numerosi volumi alla base delle sue teorie sulla religione; saggi che hanno corroborato i rituali delle sacerdotesse di Avalon, ricostruiti sui culti neo-pagani che, all'epoca della stesura del volume, si tenevano in Gran Bretagna, dai riti di Beltane a quelli presso il complesso megalitico di Stonehenge.

## La serie
La serie si compone di otto volumi.
- Le luci di Atlantide (Web of Light - Web of Darkness, 1983; nelle successive edizioni: Fall of Atlantis, 1987)
  - gen 1991, La Gaja Scienza 215, Longanesi & C., Milano
  - ott 1994, TEADUE, Editori Associati, Milano ISBN 88-7819-582-0
- Le nebbie di Avalon (The Mists of Avalon, 1983)
  - ott 1986, La Gaja Scienza 178, Longanesi & C., Milano ISBN 88-304-0682-1
  - dic 1988, Bestsellers Oscar 99, Arnoldo Mondadori Editore, Milano ISBN 88-04-31561-X
  - mag 1997, SuperPocket 15, R. L. Libri, Milano ISBN 88-462-0014-4
  - ott 1998, TEADUE. Il Ciclo di Avalon III, Editori Associati, Milano ISBN 88-7818-500-0
  - nov 2006, Narrativa Nord 267, Editrice Nord, Milano ISBN 88-429-1410-X
  - ott 2018 (parte prima), HarperCollins, Milano ISBN 978-88-690-5369-6 (edizione integrale, in due volumi)
  - feb 2019 (parte seconda), HarperCollins, Milano ISBN 978-88-690-5450-1 (edizione integrale, in due volumi)
- Le querce di Albion (The Forest House, 1994)
  - feb 1994, La Gaja Scienza 425, Longanesi & C., Milano ISBN 88-304-1187-6
  - ott 1998, TEADUE. Il Ciclo di Avalon I, Editori Associati, Milano ISBN 88-7818-500-0
  - mag 1999, SuperPocket 75, R. L. Libri, Milano ISBN 88-462-0087-X
  - ott 2019, HarperCollins, Milano ISBN 978-88-690-5530-0 (edizione integrale, intitolata La casa della foresta)
- La signora di Avalon (Lady of Avalon, 1997)
  - set 1997, La Gaja Scienza 537, Longanesi & C., Milano ISBN 88-304-1437-9
  - gen 1998, Euroclub, Milano
  - ott 1998, TEADUE. Il Ciclo di Avalon II, Editori Associati, Milano ISBN 88-7818-500-0
  - ott 1998, TEADue 690, Editori Associati, Milano ISBN 88-7818-521-3
  - gen 2002, SuperPocket 159, R. L. Libri, Milano ISBN 88-462-0211-2
  - ott 2020, HarperCollins, Milano ISBN 978-88-690-5624-6 (edizione integrale, intitolata Signora di Avalon)
- La sacerdotessa di Avalon (Priestess of Avalon, 2000) con Diana Paxson
  - gen 2002, La Gaja Scienza 650, Longanesi & C., Milano ISBN 88-304-1939-7
  - apr 2002, Mondolibri, Milano
  - giu 2003, TEADue 1080, Editori Associati, Milano ISBN 88-502-0430-2
  - ott 2022, HarperCollins, Milano ISBN 978-88-690-5625-3
- L'alba di Avalon con Diana L. Paxson (The Ancestors of Avalon, 2004)
  - ago 2005, La Gaja Scienza 767, Longanesi & C., Milano ISBN 88-304-2211-8
  - ott 2007, TEADUE. Il Ciclo di Avalon V, Editori Associati, Milano ISBN 978-88-502-1298-9
  - nov 2024, HarperCollins, Milano ISBN 978-886-905-626-0 (edizione integrale, intitolata L'Alba di Avalon)
- La dea della guerra con Diana L. Paxson (The Ravens of Avalon, 2007)
  - nov 2008, La Nuova Gaja Scienza, Longanesi & C., Milano ISBN 9788830425194
  - mar 2010, TEADUE. Il Ciclo di Avalon VI, Editori Associati, Milano ISBN 978-88-502-2090-8
- La spada di Avalon con Diana L. Paxson (Sword of Avalon, 2009)
  - nov 2011, La Nuova Gaja Scienza, Longanesi & C., Milano, ISBN 978-88-304-2809-6

## Trasposizioni in altri media
Serie TV:
Le nebbie di Avalon è una miniserie televisiva in due puntate co-prodotta da Stati Uniti, Germania e Repubblica Ceca nel 2001, e diretta da Uli Edel, trasposizione dell'omonimo primo romanzo della serie. Trasmessa negli Stati Uniti il 15 e 16 luglio 2001 sulla rete TNT con grande successo di critica e ascolti, oltre trenta milioni di spettatori alla prima puntata, in Italia è andata in onda, per la prima volta, come un unico film televisivo il 4 luglio 2004 in prima serata su Italia 1.
Saggistica:
L'autrice J.S. Morgane ha scritto The Spirituality of Avalon, un saggio che discute gli aspetti religiosi del ciclo di Avalon, e che fornisce approfondimenti su una moderna comprensione occidentale della spiritualità e della sua costruzione nella narrativa fantasy epica.
La scrittrice e saggista italiana Michela Murgia nel 2018 ha pubblicato per Marsilio il memoir letterario L'inferno è una buona memoria. Visioni da Le Nebbie di Avalon di Marion Zimmer Bradley. Ispirato al romanzo Le nebbie di Avalon, questo saggio esplora la portata letteraria e il contenuto fortemente sociale del libro, marcando la componente rivoluzionaria del testo e definendolo "prima ancora che un romanzo, un atto di rivolta narrativa".

## Personaggi

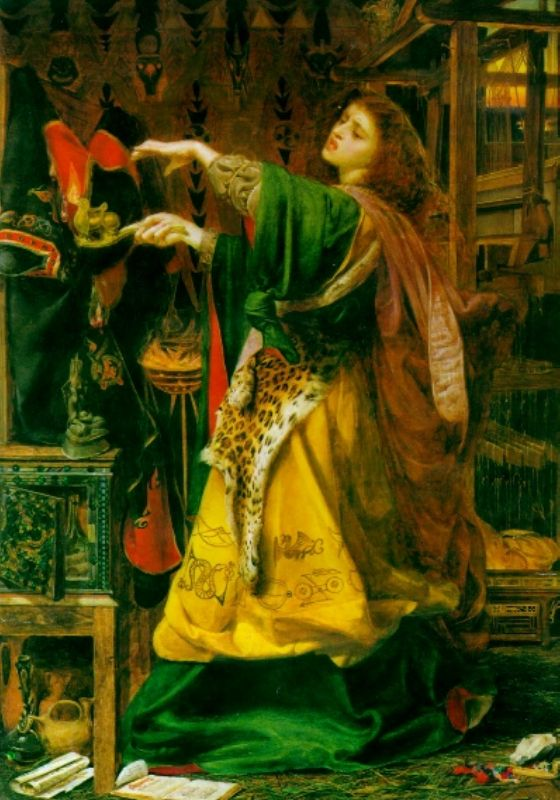
Morgana di Avalon. L'opera è Fata Morgana (1864) di Anthony Frederick Sandys, conservata alla Birmingham Art Gallery.

### Le luci di Atlantide
- Domaris – Sacerdotessa della Luce, iniziata agli antichi misteri.
- Deoris – sorella minore di Domaris, iniziata agli antichi misteri.
- Micon – Massimo iniziato agli antichi misteri e Principe di Ahtarrath di Atlantide.
- Rajasta – Sacerdote della Luce.
- Reio-ta – servitore della Luce.
- Riveda – Mago e Adepto Grigio.

### L'alba di Avalon
- Tiriki – Figlia di Deoris e Riveda, sacerdotessa della Luce.
- Micail – Figlio di Domaris e Micon, sacerdote della Luce.
- Damisa
- Chedan
- Tjalan

### La spada di Avalon
- Anderle – Somma Sacerdotessa.
- Galid
- Mikantor – Figlio dei Cento Re.
- Tirilan
- Velantos

### La dea della guerra
- Lady Mearan – Somma Sacerdotessa di Lys Deru sull'Isola di Mona
- Helve – Somma Sacerdotessa succeduta a Mearan
- Lhiannon – sacerdotessa dell'Isola di Mona
- Boudica – Regina degli Iceni e moglie di Prasutagos, poi definita la Regina Guerriera
- Ardanos – sacerdote anziano, poi nominato Arcidruido dell'Isola di Mona
- Paulinus – governatore della Britannia

### Le querce di Albion (La casa della foresta)
- Caillean – sacerdotessa della Casa nella Foresta.
- Eilan – sacerdotessa, Dama della Casa nella Foresta alla morte di Lhiannon.
- Gaio Macellio Severo Silurico – soldato romano.
- Ardanos – Arcidruido e nonno di Eilan
- Cynric – fratello adottivo di Eilan.
- Dieda – zia di Eilan, sacerdotessa della Casa nella Foresta.
- Lhiannon – Somma Sacerdotessa e Dama della Casa nella Foresta.

### La signora di Avalon
- Caillean – Somma Sacerdotessa proveniente dalla Casa nella Foresta, erede di Eilan.
- Gawen – Figlio di Eilan e Gaio Macellio.
- Viviana – sacerdotessa e terza figlia di Lady Ana
- Sianna – figlia della Regina dei Faerie, sacerdotessa e Signora di Avalon dopo Lady Caillean
- Dierna – Somma Sacerdotessa e Dama di Avalon.
- Ana – Somma Sacerdotessa e Dama di Avalon
- Igraine – quarta figlia di Lady Ana
- Morgause – quinta figlia di Lady Ana
- Teleri – sacerdotessa poi divenuta Imperatrice della Britannia al fianco del marito Carausio
- Giuseppe di Arimatea
- Taliesin – Merlino di Britannia e Sommo Druido.
- Vortigern – Sommo re di Britannia.

### La sacerdotessa di Avalon
- Eilan o Elena (ripresa della figura mitologica di Flavia Giulia Elena in seguito Sant'Elena) – sacerdotessa protagonista della storia. Figlia di Giulio Celio, consorte di Costanzo Cloro, e madre di Costantino,  e successivamente sacerdotessa di Avalon.
- Costanzo Cloro – nobile romano marito di Elena.
- Costantino – Figlio di Elena, Imperatore dell'Impero Romano dal 306 al 337 d.C.
- Aelia – giovane sacerdotessa.
- Arganax – Arcidruido Druido al tempo della giovane Eilan.
- Cigfolla – sacerdotessa di Avalon
- Giulio Celio, re Coel, – Principe di Camulodunum, padre di Elena.
- Dierna  – cugina di Elena, Somma Sacerdotessa e Dama di Avalon dopo Ganeda.
- Fausta –  figlia di Massimiano, moglie di Costantino.
- Ganeda – zia di Elena, Somma Sacerdotessa e Dama di Avalon.
- Massenzio – figlio di Massimiano.
- Rian – Somma Sacerdotessa e Dama di Avalon, madre di Eilan (Elena).

### Le nebbie di Avalon
- Morgana – Morgana, sorella di Artù, sacerdotessa di Avalon.
- Gwenhwyfar – Ginevra, moglie di Artù.
- Igraine – Madre di Morgana e Artù.
- Viviana – Somma Sacerdotessa e Dama di Avalon, zia di Morgana e Artù.
- Taliesin – Merlino di Britannia e Sommo Druido.
- Morgause – Sorella di Igraine e Viviana.
- Uther Pendragon – Padre di Artù.
- Re Artù – Re di Camelot e fratello di Morgana.
- Lancillotto – Cavaliere della Tavola Rotonda.

## Cronologia
Qui di seguito vengono riportati i romanzi secondo l'ordine cronologico degli eventi, interni al ciclo:
- prima del 2000 a.C.: Le luci di Atlantide (romanzo che ruota attorno alla serie)
- 2000-1995 a.C. (circa): L'alba di Avalon (5º romanzo della serie)
- 1000. a.C., (circa): La spada di Avalon (7º romanzo della serie)
- 40-61 d.C.: La dea della guerra (6º romanzo della serie)
- 81-96 d.C.: Le querce di albion (2º romanzo della serie)
- 96-118 d.C.: La signora di Avalon, Parte I (3º romanzo della serie, pp. 17–202, La saggia)
- 249 d.C.: La sacerdotessa di Avalon, Parte I (4º romanzo della serie, pp. 19–24, Prologo)
- 259-271 d.C.: La sacerdotessa di Avalon, Parte I (4º romanzo della serie, pp. 25–159, La via verso l'amore)
- 271/2-285 d.C.: La sacerdotessa di Avalon, Parte II (4º romanzo della serie, pp. 161–238, La via verso il potere)
- 285-293 d.C.: La signora di Avalon, Parte II (3º romanzo della serie, pp. 203–392, La somma sacerdotessa)
- 293-306 d.C.: La sacerdotessa di Avalon, Parte II, Capitoli 12-14, (4º romanzo della serie, pp. 239–296, La via verso il potere)
- 307-329 d.C.: La sacerdotessa di Avalon, Parte III (4º romanzo della serie, pp. 297–433, La via verso la saggezza)
- 440-452 d.C.: La signora di Avalon, Parte II (3º romanzo della serie, pp. 393–563, Figlia di Avalon)
- 461-539 d.C.: (circa): Le nebbie di Avalon (1º romanzo della serie)